# Reprezentacja Australii A w rugby union mężczyzn
Reprezentacja Australii A w rugby union mężczyzn – druga reprezentacja Australii w rugby union biorąca udział w meczach i sportowych imprezach międzynarodowych, powoływany przez selekcjonera, w którym mogą występować wyłącznie zawodnicy posiadający obywatelstwo tego kraju, mieszkający w nim, bądź kwalifikujący się ze względu na pochodzenie rodziców lub dziadków. Za jego funkcjonowanie odpowiedzialny jest Rugby Australia.
W 2005 roku drużyna rozegrała dwa mecze w Australii oraz jeden w listopadzie przeciwko Barbarians Français, a rok później prócz dwóch spotkań w kraju trzy podczas tournée do Europy. Była zaproszona do udziału w inaugracyjnej edycji Pucharu Narodów Pacyfiku w 2006 roku, ARU odrzucił jednak zaproszenie, chcąc się skupić na krajowych rozgrywkach. Dołączyła jednak do zawodów rok później, zajmując drugą pozycję z trzema zwycięstwami, remisem i porażką. Wzięła również udział w edycji 2008 wygrywając cztery spotkania i ulegając jedynie w decydującym o końcowym triumfie meczu z New Zealand Māori.
Pod koniec 2008 roku Australian Rugby Union ogłosił wycofanie się z Pucharu Narodów Pacyfiku oraz zamknięcie programu Australia A z powodów finansowych. Plany wskrzeszenia zespołu przy finansowym współudziale World Rugby pojawiły się w lutym 2020 roku, oficjalne jego ogłoszenie nastąpiło w maju roku 2022.

## Mecze w latach 2005–2008
| 26 czerwca 2005 | Australia A                                            | 19:23 | Junior All Blacks | Canberra Stadium, Canberra |
| 26 czerwca 2005 | Mitchell 10 (2P) Fava 5 (P) Hewat 2 (pd) Huxley 2 (pd) | 19:23 |                   | Canberra Stadium, Canberra |

| 1 lipca 2005 | Australia A                          | 31:34 | Junior All Blacks | Aussie Stadium, Sydney |
| 1 lipca 2005 | Hewat 26 (2P 2pd dg 3K) Freier 5 (P) | 31:34 |                   | Aussie Stadium, Sydney |

| 2 listopada 2005 | Barbarians Français                                                                          | 12:42 | Australia A | Stade Chaban-Delmas, Bordeaux |
| 2 listopada 2005 | Polota-Nau 5 (P) Croft 5 (P) Ashley-Cooper 5 (P) Roe 5 (P) Rogers 5 (P) Shepherd 17 (4pd 3K) | 12:42 |             | Stade Chaban-Delmas, Bordeaux |

| 14 lipca 2006 | Australia A                                                                                    | 47:18 | Fidżi | Adelaide Oval, Adelaide |
| 14 lipca 2006 | Shepherd 23 (3P pd 2K) Ioane 15 (3P) Ashley-Cooper 5 (P) Valentine 2 (pd) Norton-Knight 2 (pd) | 47:18 |       | Adelaide Oval, Adelaide |

| 22 lipca 2006 | Australia A | 80:9 | Fidżi | Melbourne |
| 22 lipca 2006 | Mitchell 15 (3P) Shepherd 30 (2P 10pd) Roe 10 (2P) Ioane 5 (P) Tune 5 (P) Palu 5 (P) Croft 5 (P) 1 karne przyłożenie | 80:9 |       | Melbourne |

| 1 listopada 2006 | Ospreys                                 | 24:16 | Australia A | Liberty Stadium, Swansea |
| 1 listopada 2006 | Ashley-Cooper 5 (P) Shepherd 11 (pd 3K) | 24:16 |             | Liberty Stadium, Swansea |

| 14 listopada 2006 | Irlandia A                                                            | 17:24 | Australia A | Thomond Park, Limerick |
| 14 listopada 2006 | Ashley-Cooper 5 (P) Turinui 5 (P) Staniforth 5 (P) Shepherd 9 (3pd K) | 17:24 |             | Thomond Park, Limerick |

| 21 listopada 2006 | Szkocja A                                                           | 20:44 | Australia A | McDiarmid Park, Perth |
| 21 listopada 2006 | Blake 10 (2P) Mitchell 10 (2P) Sheehan 5 (P) Shepherd 19 (P 4pd 2K) | 20:44 |             | McDiarmid Park, Perth |

| 25 maja 200719:30 | Tonga                                                                                  | 15:60 | Australia A | Aussie Stadium, Sydney |
| 25 maja 200719:30 | Schifcofske 23 (P 6pd 2K) Turner 15 (3P) Hewat 7 (P pd) Cross 10 (2P) Polota-Nau 5 (P) | 15:60 |             | Aussie Stadium, Sydney |

| 2 czerwca 200715:30 | Australia A                                                     | 27:15 | Samoa | BCU International Stadium, Coffs Harbour |
| 2 czerwca 200715:30 | Schifcofske 12 (3pd 2K) Polota-Nau 5 (P) Mumm 5 (P) Beale 5 (P) | 27:15 |       | BCU International Stadium, Coffs Harbour |

| 9 czerwca 200718:00 | Australia A                                                                                           | 71:10 | Japonia | Dairy Farmers Stadium, Townsville |
| 9 czerwca 200718:00 | Schifcofske 26 (P 9pd K) Cross 10 (2P) Beale 5 (P) Holmes 15 (3P) Sare 5 (P) Hardy 5 (P) Maʻafu 5 (P) | 71:10 |         | Dairy Farmers Stadium, Townsville |

| 16 czerwca 200716:30 | Junior All Blacks | 50:0 | Australia A | Carisbrook, Dunedin |
| 16 czerwca 200716:30 |                   | 50:0 |             | Carisbrook, Dunedin |

| 23 czerwca 200715:00 | Fidżi                                          | 14:14 | Australia A | Stadion Narodowy, Suva |
| 23 czerwca 200715:00 | Shepherd 6 (2K) Turner 5 (P) Schifcofske 3 (K) | 14:14 |             | Stadion Narodowy, Suva |

| 8 czerwca 200814:00 | Japonia                                                                                   | 21:42 | Australia A | Level-5 Stadium, Fukuoka |
| 8 czerwca 200814:00 | Turinui 11 (P 2K) Gerrard 17 (P 6pd) Kimlin 13 (2P K) Humphries 5 (P) Norton-Knight 5 (P) | 21:42 |             | Level-5 Stadium, Fukuoka |

| 14 czerwca 200815:05 | Samoa                                                      | 15:20 | Australia A | Apia Park, Apia |
| 14 czerwca 200815:05 | Turinui 5 (P) Gerrard 5 (pd K) Tahu 5 (P) Carraro 5 (pd K) | 15:20 |             | Apia Park, Apia |

| 22 czerwca 200814:05 | Australia A | 90:7 | Tonga | North Sydney Oval. Sydney |
| 22 czerwca 200814:05 | Turner 5 (P) Turinui 8 (P K) Norton-Knight 14 (2P 2pd) Tahu 8 (P K) Carraro 8 (4pd) Ioane 10 (2P) Hoiles 20 (4P) Sheehan 2 (pd) Mitchell 10 (2P) Phibbs 5 (P) Halangahu 6 (3pd) | 90:7 |       | North Sydney Oval. Sydney |

| 29 czerwca 200814:05 | Australia A                                                                                           | 50:13 | Fidżi | Ballymore Stadium, Brisbane |
| 29 czerwca 200814:05 | Turner 10 (2P) Turinui 5 (P) Ioane 5 (P) Hoiles 5 (P) Mitchell 5 (P) Halangahu 15 (6pd K) Lucas 5 (P) | 50:13 |       | Ballymore Stadium, Brisbane |

| 6 lipca 200814:05 | Australia A                                  | 18:21 | New Zealand Māori | Aussie Stadium, Sydney |
| 6 lipca 200814:05 | Gerrard 6 (2K) Tahu 10 (2P) Halangahu 2 (pd) | 18:21 |                   | Aussie Stadium, Sydney |

## Rok 2022
| 2 lipca 202213:00 | Australia A                                                   | 26:31 | Samoa | ANZ Stadium, Suva |
| 2 lipca 202213:00 | Lonergan 9 (P 2pd) McReight 10 (2P) Tuttle 5 (P) Hodge 2 (pd) | 26:31 |       | ANZ Stadium, Suva |

| 9 lipca 202215:30 | Fidżi                                                                          | 18:32 | Australia A | Churchill Park, Lautoka |
| 9 lipca 202215:30 | Daugunu 5 (P) Pietsch 5 (P) Sinclair 5 (P) Williams 5 (P) Lonergan 12 (3pd 2K) | 18:32 |             | Churchill Park, Lautoka |

| 16 lipca 202212:00 | Tonga                                                                                          | 22:39 | Australia A | Churchill Park, Lautoka |
| 16 lipca 202212:00 | Daugunu 10 (2P) Gleeson 5 (P) Stewart 5 (P) Tuttle 5 (P) Donaldson 2 (pd) Lonergan 12 (3pd 2K) | 22:39 |             | Churchill Park, Lautoka |

| 1 października 2022 | Japonia                                                                                      | 22:34 | Australia A | Chichibunomiya Rugby Stadium Tokio |
| 1 października 2022 | Nawaqanitawase 10 (2P) Wilkin 5 (P) Vunivalu 5 (P) R. Lonergan 12 (3pd 2dg) Donaldson 2 (pd) | 22:34 |             | Chichibunomiya Rugby Stadium Tokio |

| 8 października 2022 | Japonia                                                                    | 21:22 | Australia A | Best Denki Stadium Fukuoka |
| 8 października 2022 | Banks 5 (P) Campbell 5 (P) Asiata 5 (P) R. Lonergan 5 (pd dg) Edmed 2 (pd) | 21:22 |             | Best Denki Stadium Fukuoka |

| 14 października 2022 | Japonia | 52:48 | Australia A | Yodoko Sakura Stadium Osaka |
| 14 października 2022 | Wilkin 10 (2P) L. Lonergan 10 (2P) Pietsch 10 (2P) Fa'amausili 5 (P) Scott 5 (P) Donaldson 4 (2pd) R. Lonergan 4 (2pd) | 52:48 |             | Yodoko Sakura Stadium Osaka |